# Trichuris trichiura
Trichuris trichiura, conhecido como verme tricurídeo ou verme do chicote, é um nematoide que habita o intestino grosso de mamíferos e causa uma doença conhecida como tricuríase. A espécie Trichuris trichiura, descrita por Owen em 1835, é a responsável pela tricuríase humana. Nematoides do gênero Trichuris apresentam forte especificidade em relação aos seus hospedeiros, inclusive destacando a estratégia de estabelecimento em um nicho intratecidual no intestino de seu hospedeiro infectado. Porém, apesar de pouco comum, essa espécie já foi descrita infectando porcos, lêmures e macacos , mostrando seu potencial risco zoonótico.
A alta pluviosidade e temperaturas em torno de 26 °C aumentam as taxas de infecção por Trichuris trichiura , fazendo com que essa parasitose tenha prevalência em países tropicais e subtropicais cujo clima é quente e úmido. Estima-se que 1,5 bilhão de pessoas, o equivalente a 24% da população mundial, estejam infectadas por helmintos , onde cerca de 460 milhões de pessoas, principalmente crianças, então infectadas por Trichuris devido ao seu maior contato com o solo, podendo ter impactos no desenvolvimento físico-cognitivo, além de acarretar prejuízo sócio econômico . Apesar da relevância a nível global, a tricuríase e outras parasitoses ainda são enquadradas no ranking das doenças negligenciadas .

## Morfologia
Com uma morfologia distintiva, o verme adulto possui uma extremidade anterior longa e fina correspondente a 2/3 do seu corpo, composta pela boca simples e esôfago, o qual é formado esticossoma. Já a extremidade posterior é bulbosa, mais robusta, popularmente chamada de “chicote” , é onde encontra-se o intestino, que se abre em cloaca nos machos e em ânus nas fêmeas. Por não possuírem estrutura de fixação, como dentes, ganchos ou ventosas, o verme adulto, como estratégia de sobrevivência, permanece com a região anterior inserida no epitélio intestinal enquanto a região posterior fica em contato com o lúmen e com as fezes do hospedeiro. O intestino e os órgãos reprodutores se situam na região posterior do verme .
A região posterior dos machos é curvada ventralmente, e é composto por um espiculo coberto por uma bainha cuticular, chamada de bainha espicular. A região posterior das fêmeas é pouco curvada, e a vulva é localizada próxima à interseção da parte anterior com a posterior . Os vermes adultos medem de 3 a 5 cm de comprimento, sendo os machos menores que as fêmeas. 

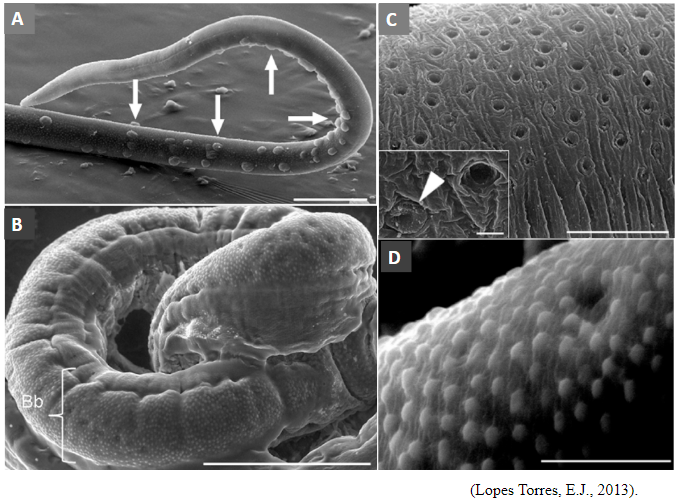
Microscopia eletrônica de varredura do verme adulto de Trichuris muris. A - Região anterior evidenciando a banda bacilar (setas) na face ventrolateral. B - Região anterior mostrando a faixa bacilar com glândulas bacilares apresentando padrão proeminente. Bb, banda bacilar. C - Superfície da banda bacilar, mostrando os poros da glândula bacilar, inserção: detalhe de duas aberturas das glândulas bacilares, uma preenchida (ponta de seta) com conteúdo glandular e a outra como uma estrutura semelhante a um poro. D - Glândulas bacilares apresentando padrão proeminente.

O corpo do Trichuris, assim como dos nematoides, é composta por uma cutícula formada pela matriz extracelular liberadas das células da hipoderme, seguido pela camada muscular. Nos tricurídeos, a região dorsoventral da parte anterior do corpo é composta por células que compõem a banda bacilar. A banda bacilar é uma área provida de poros, glândulas e inflações cuticulares, que estão relacionadas a absorção de compostos solúveis provenientes de células rompidas da mucosa do hospedeiro e secreção de produtos com capacidade imunomoduladora produzidos pelo verme .
Os ovos dos tricurídeos apresentam formato elíptico, com poros salientes e mais translúcidos nos polos. Eles são revestidos por três camadas: lipídica interna, quitinosa intermediária e vitelínica externa. Quando eliminados junto às fezes do hospedeiro, os ovos contêm apenas células germinativas, sendo classificados como ovos não embrionados. Após um período no solo, em condições adequadas, essas células germinativas se desenvolvem em larvas, transformando-se em ovos embrionados, que são a forma infectante .

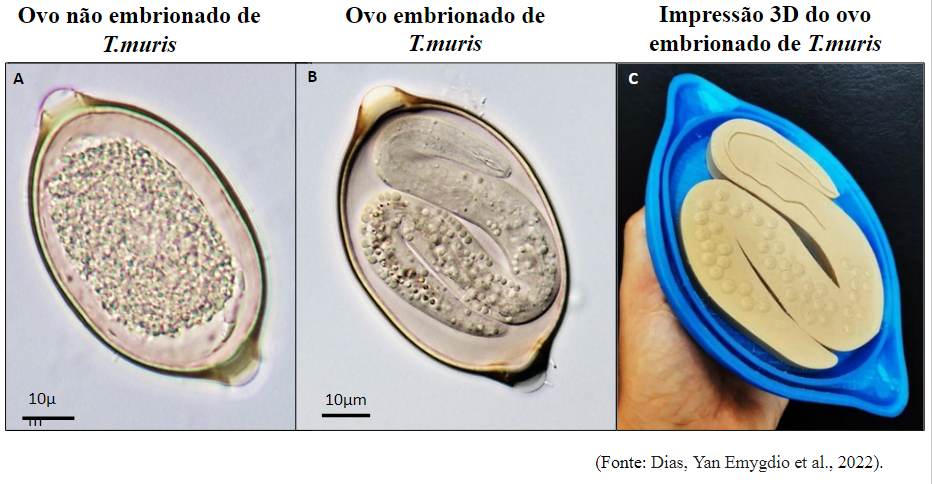
A – Microscopia óptica do ovo não embrionado de Trichuris muris, contendo apenas células germinativas em seu interior. B – Microscopia óptica do ovo embrionado de Trichuris muris, apresentando a larva formada em seu interior, que é a forma infectante. C – Impressão em 3D do ovo embrionado de Trichuris muris (azul), medindo 20 cm × 12 cm, destacando os plugues polares, a casca lisa, as larvas de primeiro estágio (bege), o esôfago e as células germinativas.

Através de microscopia e software especializado, é possível visualizar estruturas microscópicas e criar modelos tridimensionais a partir de imagens bidimensionais. Esses modelos impressos possuem alta durabilidade, são fáceis de higienizar e são utilizados como ferramentas de ensino e aprendizagem em diferentes níveis educacionais, desde o ensino fundamental até cursos técnicos e universitários, beneficiando especialmente pessoas com deficiência visual .
O tamanho dos ovos de tricurídeos pode variar conforme a espécie, devido à morfologia do útero e da vagina das fêmeas do verme adulto. Por exemplo, o ovo típico de Trichuris trichiura mede aproximadamente 50-54 µm de comprimento e 22-23 µm de largura . No entanto, o tratamento com o anti-helmíntico mebendazol, sem um diagnóstico preciso e a concentração adequada em relação à carga parasitária, pode afetar a morfologia dos ovos de Trichuris, dificultando a identificação da espécie do parasito .

## Ciclo de Vida
Os tricurídeos apresentam um ciclo de vida monóxeno, com fêmeas e machos que habitam o intestino grosso do hospedeiro e se reproduzem sexuadamente. Os ovos são excretados junto com as fezes, necessitando de condições adequadas no solo para se desenvolver. O processo de embriogênese dos ovos não embrionados leva cerca de 28 a 30 dias, resultando em ovos embrionados que contêm uma larva no estágio L1, que é a forma infectante . Esses ovos podem contaminar alimentos sólidos e líquidos, sendo ingeridos pelo hospedeiro. O ciclo de vida dos tricurídeos se estabelece, nos diferentes hospedeiros, de forma semelhante, variando apenas o período entre as mudas dos estágios larvais. A biologia e o ciclo de vida do gênero Trichuris são conhecidos tendo como base estudos com modelos experimentais .

#### Ingestão e Eclosão dos Ovos
No caso de Trichuris muris, um modelo comum em estudos experimentais, o hospedeiro ingere os ovos embrionados, que são afetados por enzimas gástricas, fragilização dos plugs polares por ação das bactérias da própria microbiota intestinal, facilitando a eclosão da larva no final do intestino delgado e início do intestino grosso . Aproximadamente 90 minutos após a ingestão dos ovos, a larva L1 eclode e penetra nas células epiteliais intestinais pela base da cripta de Lieberkühn , rompendo a barreira de muco que recobre o epitélio, o fluxo contínuo de fluido que flui da cripta para o lúmen e a renovação das células epiteliais que ocorrem entre 3 a 5 dias .

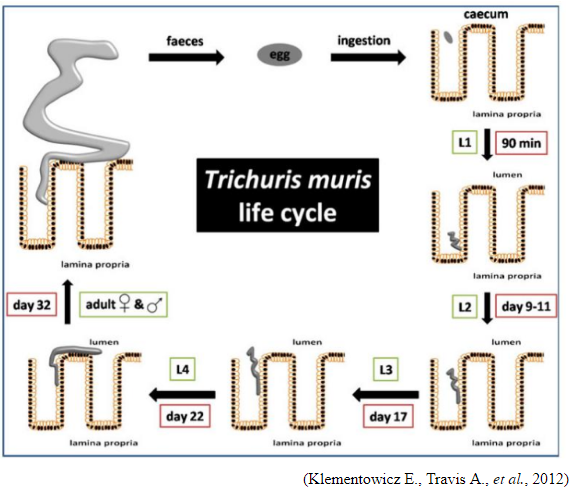
Esquema do ciclo de vida do Trichuris muris.

Durante a migração pelo epitélio, a larva L1 rompe a parede lateral das células epiteliais, mantendo a superfície apical e basal das células intactas, formando um túnel sincicial dentro do citoplasma, onde se alimenta e se desenvolve . Após 24 horas, a larva já está totalmente intracelular . A primeira muda, de L1 para L2, ocorre entre o 9º e o 11º dia após a ingestão. Subsequentemente, a larva muda para L3 em cerca de 17 dias, para L4 em 22 dias, iniciando o desenvolvimento dos órgãos digestórios e sexuais. Em 32 dias, machos e fêmeas atingem a maturidade sexual. Após a maturidade, os machos e fêmeas se copulam, resultando na fecundação. A eliminação de ovos nas fezes do hospedeiro começa em torno de 35 dias após a infecção, caracterizando a fase crônica da tricuríase. As fêmeas podem excretar entre 3.000 a 20.000 ovos por dia. Os ovos eliminados no solo levam aproximadamente 37 dias para que a larva L1 esteja formada, reiniciando o ciclo .

#### Impacto na Saúde do Hospedeiro
A infecção por Trichuris causa lesões intestinais e alterações imunológicas, independentemente da espécie envolvida. O entendimento do ciclo de vida e da biologia desses parasitas é crucial para o desenvolvimento de estratégias de controle e prevenção .

## Respostas Imunes Inata e Adaptativa Contra Infecção porTrichuris muris

#### Resposta Imune Inata
As larvas de Trichuris muris que emergem do ovo penetram o epitélio intestinal do hospedeiro, promovendo a liberação de antígenos que são captados por células dendríticas e outras células do sistema imunológico inato. Quando as células dendríticas apresentam o perfil CD103+, dependente de IRF8, ocorre a ativação de uma resposta imunológica do tipo Th1, que está associada à suscetibilidade à infecção e ao desenvolvimento da fase crônica. Em contraste, se as células dendríticas são CD11b+, dependentes de IRF4, a resposta ativada é do tipo Th2, resultando em resistência à infecção e eliminação do parasito .
Após a fagocitose dos antígenos liberados por Trichuris, as células apresentadoras de antígeno migram para o linfonodo mesentérico, onde ativam linfócitos Th2. Esses linfócitos induzem os linfócitos B a produzirem anticorpos do tipo IgG1, IgA e IgE .
As lesões causadas no epitélio intestinal pela inserção e locomoção do parasito liberam alarminas que recrutam outras células do sistema imunológico, como eosinófilos, basófilos, células ILC2 e células natural killer. Essas células também captam e apresentam os antígenos no linfonodo mesentérico, além de produzirem citocinas com perfil Th2, como IL-4, IL-5, IL-9 e IL-13. A presença do parasito e a liberação de alarminas ativam mastócitos, que liberam proteases, aumentando a permeabilidade tecidual e facilitando a chegada de outras células ao local da infecção .
As citocinas IL-4 e IL-13 atuam nos macrófagos, promovendo sua ativação alternativa. Esses macrófagos Th2 desempenham um papel crucial no reparo tecidual causado pela presença do parasito. Além disso, as citocinas estimulam a contração da camada muscular intestinal e a produção de mucina pelas células caliciformes, especificamente Muc2 e Muc5ac, com a finalidade de expulsar o parasito. Contudo, esse aumento na produção de mucina, em combinação com os produtos de excreção do parasito, pode causar um desequilíbrio na microbiota intestinal .

#### Resposta Imune Adaptativa
Na resposta imune adaptativa, anticorpos do tipo hiper-IgE ligam-se à superfície dos mastócitos através da região Fc, deixando a região Fab do anticorpo disponível para interação. Quando a região Fab se liga à larva de Trichuris, ativa-se o mastócito, levando à liberação de grânulos. Este processo visa criar poros na membrana do parasito, facilitando sua eliminação .

## O Papel do Produto de Excreção e Secreção (ES) como Imunomodulador da Resposta Imunológica
As células apresentadoras de antígenos possuem receptores do tipo PRR (Pattern Recognition Receptors) em sua superfície, que se ligam aos TLR (Toll-Like Receptors) dos linfócitos T para a apresentação do antígeno. Quando essas células entram em contato com o produto de excreção e secreção (ES) de Trichuris, ocorre a ligação do ES aos receptores PRR. Essa interação impede que a célula dendrítica se ligue e apresente o antígeno ao linfócito T, evidenciando a habilidade do Trichuris em contornar a resposta imunológica .

#### Resposta Imune em Camundongos

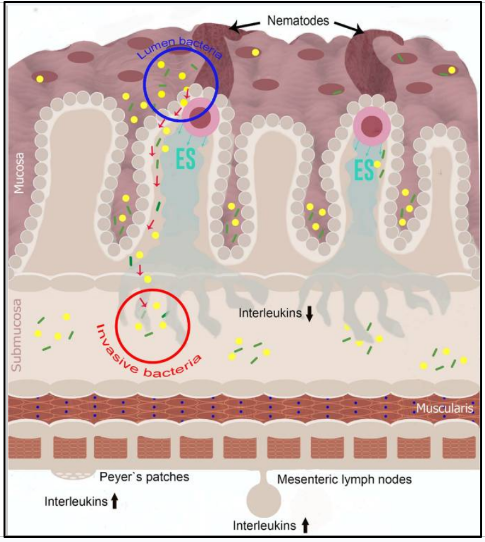
Este infográfico ilustra o intestino grosso, destacando a mucosa, submucosa e muscular, durante uma infecção por T. muris (nematoides). Mostra a liberação de produtos excretor-secretores (ES) (setas azuis), o processo de invasão bacteriana (setas vermelhas) e a resposta imunológica, evidenciada pelo aumento de interleucinas nas placas de Peyer e linfonodos mesentéricos. Apesar desse aumento, não foram observadas alterações nas interleucinas do tecido do intestino grosso. O estudo destaca o dano tecidual causado pelos nematoides, que facilita a invasão bacteriana e modula a resposta imunológica.

Em camundongos Swiss infectados com T. muris, observa-se uma resposta mista de Th1/Th2/Th17 nos linfonodos mesentéricos, nas placas de Peyer e no soro. Na fase crônica da infecção intestinal, há predominância de IFN-γ. Os produtos excretores e secretórios do nematoide demonstram efeitos anti-inflamatórios em macrófagos cultivados in vitro, sugerindo que T. muris pode modular a resposta imune no local de infecção .
Durante a tricuríase, à medida que o parasito se locomove e rompe o epitélio intestinal, facilita-se a translocação bacteriana para camadas mais profundas do tecido intestinal. Após 45 dias de infecção, o estado imunológico do hospedeiro resulta de uma interação complexa entre a resposta imune induzida pelos antígenos do parasito e a resposta provocada pela invasão bacteriana decorrente da ruptura da barreira epitelial, além da inflamação associada ao dano tecidual .

Para mitigar as lesões causadas pelo rompimento do epitélio e pela invasão bacteriana, os produtos de excreção e secreção de Trichuris atuam como imunomoduladores, equilibrando a resposta imunológica e contribuindo para a homeostase do tecido intestinal .